# 2017 في السعودية
تحتوي هذه المقالة على أهم الأحداث التي شهدتها السعودية في 2017، إضافة إلى أهم الشخصيات السعودية التي وُلدت أو تُوفيت في هذه السنة.

## السياسة

### الحكم
الملك : سلمان بن عبد العزيز آل سعود
- ولي العهد: محمد بن نايف بن عبد العزيز آل سعود (حتى 21 يونيو)
- ولي العهد: محمد بن سلمان بن عبد العزيز آل سعود (منذ 21 يونيو)

### تعيينات

#### أبريل
- 22: عبد العزيز بن سعد بن عبد العزيز آل سعود أميرا لمنطقة حائل.[1]
- 22: تركي بن هذلول بن عبد العزيز آل سعود، نائب لـ أمير منطقة نجران.

#### يونيو
- 21:
  - محمد بن سلمان بن عبد العزيز آل سعود وليا للعهد.[2]
  - عبد العزيز بن سعود بن نايف بن عبد العزيز آل سعود وزيرا للداخلية.[3]

#### نوفمبر
- 4:
  - خالد بن عبد العزيز بن محمد بن عياف آل مقرن، وزيرا للحرس الوطني.[4]
  - محمد بن مزيد التويجري وزيراً للاقتصاد والتخطيط.[4]

### إعفاءات

#### نوفمبر
- 4:
  - متعب بن عبد الله بن عبد العزيز آل سعود، وزير الحرس الوطني.[4]
  - عادل فقيه، وزير الاقتصاد والتخطيط.[4]

## أحداث

### مايو
- 21: انعقاد القمة العربية الإسلامية الأمريكية في الرياض.[5]
- 22: وكيل رئيس الهيئة العامة للرياضة للتطوير والتخطيط الأميرة ريما بنت بندر بن سلطان آل سعود تعلن عن افتتاح نوادي رياضية نسائية في المملكة العربية السعودية، وإصدار رخص لإنشاء نوادي رياضية للنساء.[6]

### يونيو
- 5: السعودية تعلن قطع علاقاتها الدبلوماسية والاقتصادية مع دولة قطر.[7]

### يوليو
- 11: وزير التعليم أحمد بن محمد العيسى يصدر قراراً يقضي البدء بتطبيق برنامج التربية البدنية في مدارس البنات.[8]
- 20: إنشاء رئاسة أمن الدولة وضم كل من المديرية العامة للمباحث وقوات الأمن الخاصة وقوات الطوارئ الخاصة وطيران الأمن والإدارة العامة للشؤون الفنية ومركز المعلومات الوطني لها.[9]

### سبتمبر
- 5: المنتخب السعودي يتأهل لبطولة كأس العالم لكرة القدم بعد انتصاره على المنتخب الياباني في التصفيات الآسيوية المؤهلة لبطولة كأس العالم لعام 2018.
- 10: اعتقال ما لا يقل عن 73 شخصاً معظمهم من رجال الدين، والمفكرين، والأكاديميين، والكتّاب، والقضاة والنشطاء الاجتماعيين.[10]
- 26: السماح للمرأة بالقيادة على أن يكون التنفيذ ابتداءً من يوم 10 شوال 1439 هـ.[11]

### أكتوبر
- 5: الملك سلمان بن عبد العزيز آل سعود يغادر المملكة العربية السعودية لزيارة روسيا وتعتبر أول زيارة لملك سعودي إلى روسيا.[12][13]
- 24: الإعلان عن مشروع مدينة نيوم شمال غرب السعودية.[14]
- 30: الهيئة العامة للرياضة تعلن رسميا السماح بدخول النساء إلى الملاعب الرياضية، وأعلنت أنها بدأت في تهيئة ثلاثة ملاعب في الرياض، وجدة، والدمام، لتكون جاهزة لدخول العائلات مطلع 2018.[15]
- 31: إنشاء الهيئة الوطنية للأمن السيبراني، وتعيين مساعد بن محمد العيبان رئيسًا لها.[16]

### نوفمبر
- 3: رئيس الوزراء اللبناني سعد الحريري يتوجه في زيارةٍ مُفاجئة إلى السعودية، ليعلن في اليوم التالي السبت 4 نوفمبر 2017 استقالة حكومته - في أثناء زيارته السعودية - في كلمةٍ مُتلفزةٍ مفاجئة بثتها قناة العربية، وهاجم الحريري في كلمته إيران وحزب الله مباشرة.[17]
- 4:
  - الدفاع الجوي الملكي السعودي يعترض صاروخ أطلقه الحوثيين بإتجاه العاصمة الرياض.[18]
  - اعتقالات بتهم الفساد في السعودية.[19]
- 5: حادث تحطم طائرة الأمير منصور بن مقرن ومرافقيه.
- 13: وصل البطريرك الماروني بشارة بطرس الراعي إلى الرياض في أول زيارة رسمية لبطريركٍ ماروني إلى السعودية وثاني زيارة لرجل دين مسيحي منذ حوالي 40 سنة.[20]

### ديسمبر
- 11: افتتاح دور السينما في لأول مرة في الدولة، وإصدار تراخيص للراغبين في فتح دور للعرض السينمائي.[21][22]

## وفيات

### يناير
- 6: غيث فرعون، رجل أعمال سعودي.
- 12: مساعد الرشيدي، شاعر سعودي.
- 14: محمد الفيصل بن عبد العزيز آل سعود، سياسي ورجل أعمال.[23]
- 22: عادل العوجان، رجل أعمال سعودي.
- 24: حمزة إسكندر، مذيع وناشط اجتماعي.

### أبريل
- 11: سعد الفيصل بن عبد العزيز آل سعود، أمير ورجل أعمال سعودي.
- 14: حمدان بن سعيد العمري، الحارس الشخصي للملك عبد العزيز.

### مايو
- 3 مشعل بن عبد العزيز آل سعود، رئيس هيئة البيعة السعودية.[24]
- 14: تركي السديري، صحفي وكاتب عمل رئيس تحرير صحيفة الرياض لأكثر من 40 عام.[25]

### يونيو
- 6: عدنان خاشقجي، ملياردير وتاجر سلاح.[26]
- 26: كامل سندي (مواليد 1932)

### يوليو
- 10: محمد الحداري، شاعر مخضرم.
- 13: عبد الرحمن بن عبد العزيز آل سعود، نائب وزير الدفاع والطيران السابق في المملكة العربية السعودية.[27]
- 23: سعد الصالح، ممثل سعودي.[28]

### أغسطس
- 8: سلمان بن سعد بن عبد الله بن تركي آل سعود، أمير سعودي وأحد أفراد الأسرة المالكة في السعودية.
- 16: بندر بن فهد بن سعد بن عبد الرحمن آل سعود، أمير سعودي وأحد أفراد الأسرة المالكة في السعودية.

### أكتوبر
- 5: صالح الشميمري، أول ممرض فني سعودي على مستوى المملكة العربية السعودية ومؤسس الملف الطبي.
- 7: أحمد عبد الرزاق الكبيسي، عالمٌ مسلم وداعية.

### نوفمبر
- 5: منصور بن مقرن بن عبد العزيز آل سعود، نائب أمير منطقة عسير.[29]
- 24: إبراهيم خفاجي، شاعر غنائي سعودي معاصر، أحد أعماله النشيد الوطني السعودي.[30]
- 28: جماز السحيمي، رجل أعمال سعودي (و. 1945).[31]
- 10 ديسمبر – أبو بكر سالم، مغني وملحن وشاعر وأديب سعودي معاصر.[32]